# Reichsstraße 167
Die Reichsstraße 167 (R 167) war bis 1945 eine Staatsstraße des Deutschen Reichs. Sie verband in der mittleren Provinz Brandenburg das Lebuser Land und das Sternberger Land diesseits und jenseits der Oder. Gleichzeitig stellte sie eine Verbindung dar zwischen den beiden bedeutenden Ost-West- bzw. Nord-Süd-Reichsstraßen R 1 (Aachen – Berlin – Königsberg (Preußen) – Eydtkuhnen) und R 113 (Linken bei Stettin – Landsberg an der Warthe – Grünberg in Schlesien). Die Gesamtlänge der R 167 betrug 110 Kilometer.
1940/41 wurde die Streckenführung westlich von Frankfurt (Oder) geändert. Bis dahin war die 167 auf einem Teilstück der heutigen B 5 (Müncheberg – Frankfurt (Oder)) verlaufen. Nur mit dem damals neu eingeführten neuen Verlauf weist die alte R 167 eine gemeinsame Trasse mit der heutigen B 167 auf. Der östliche Abschnitt fiel den politischen Strukturveränderungen nach 1945 zum Opfer. Im heutigen polnischen Staatsgebiet (Słubice (Frankfurt (Oder)-Dammvorstadt) – Świebodzin (Schwiebus)) nehmen die heutigen Woiwodschaftsstraße DW 137 und DW 139 sowie die Landesstraße DK 2 (= Europastraße 30) die Funktion der alten R 167 wahr.

## Streckenverlauf der R167
Provinz Brandenburg (heutiges Bundesland Brandenburg):
 (heutige deutsche Bundesstraße 5):
Landkreis Lebus (heute Landkreis Märkisch-Oderland):
- Müncheberg (→ R 1: Aachen – Berlin ↔ Königsberg (Preußen) – Eydtkuhnen)

(heute: Landkreis Oder-Spree):
- Heinersdorf
- Arensdorf

(heute: Landkreis Märkisch-Oderland):
- Petershagen
- Treplin
- Booßen

Stadtkreis Frankfurt (Oder):
- Frankfurt (Oder)-Zentrum (→ R 87: Frankfurt (Oder) → Beeskow – Leipzig – Weimar und R 112: Stettin – Küstrin ↔ Guben – Forst (Lausitz))

X Reichsbahnlinie Nr. 110a: Frankfurt (Oder) → Bad Freienwalde (Oder) – Eberswalde und Nr. 116: Cottbus ↔ Küstrin X
~ Oder ~
(> heutige deutsch-polnische Grenze (Grenzübergangsstelle >Frankfurt (Oder) / Słubice <))
(heutige Woiwodschaft Lebus):
 (heutige polnische Woiwodschaftsstraße DW 137):
(heutiger Powiat Słubicki):
- Frankfurt (Oder)-Dammvorstadt (heute polnisch Słubice)

Landkreis Weststernberg:
- Kunersdorf (Kunowice)
- Neu Bischofssee (Nowe Biskupice)

(Nebenstraße ohne Kennzeichnung):
X Reichsbahnlinie 122c: Frankfurt (Oder) ↔ Neu Bentschen (polnisch: Zbaszynek), heutige Polnische Staatsbahn (PKP)-Linie Nr. 3: Frankfurt (Oder) ↔ Warschau X
- Reppen (Rzepin)

X Reichsbahnlinie 122: Breslau ↔ Stettin (heutige PKP-Linie Nr. 273: Wrocław ↔ Szczecin) X
(heutiger Powiat Sulęciński (Kreis Zielenzig))
 und  =  (heutige Woiwodschaftsstraße DW 139 und Landesstraße DK 2 (= Europastraße 30)):
- Bottschow (Boczów)

X Reichsbahnlinie 122c: (wie oben) X
- Pinnow (Pniów)

Landkreis Oststernberg:
- Sternberg (Neumark) (Torzym)

(heutige Powiat Świebodziński (Kreis Schwiebus)):
- Spiegelberg (Poźrzadło)

X Reichsbahnlinie 116m: Topper ↔ Meseritz (heutige PKP-Linie Nr. 375: Toporów – Międzyrzecz) X
X Reichsbahnlinie 122c: (wie oben) X
Landkreis Züllichau-Schwiebus:
- Möstchen (Mostki)
- Wilkau (Wilkowo)

X Reichsbahnlinie 122c: (wie oben) X
- Schwiebus (Świebodzin) (→ R 97: Hoyerswerda – Guben ↔ Tirschtiegel (Trzciel) – Usch (Ujście) und R 113: Linken – Landsberg an der Warthe (Gorzów Wielkopolski) ↔ Grünberg in Schlesien (Zielona Góra))